# 晓园
晓园始建于1940年，由华信工程司沈理源设计，位于当时的天津英租界的新加坡道（Singapore  Road）（今和平区大理道），目前为一般保护等级历史风貌建筑。杨文恺曾住晓园。

## 建筑风格
晓园由五幢联排式住宅形成组团，建筑均为三层砖木结构楼房，外立面为硫缸砖清水砖墙，局部为混水墙面。建筑主入口和外檐窗上方均设有雨檐。建筑外部设有长方形木窗，砖砌窗套起到点缀的效果。建筑组团充分利用地形均匀分布，仅设一个通道与主干道连通，既保证了交通的需求，也给人以强烈的私密感。

## 建筑图片

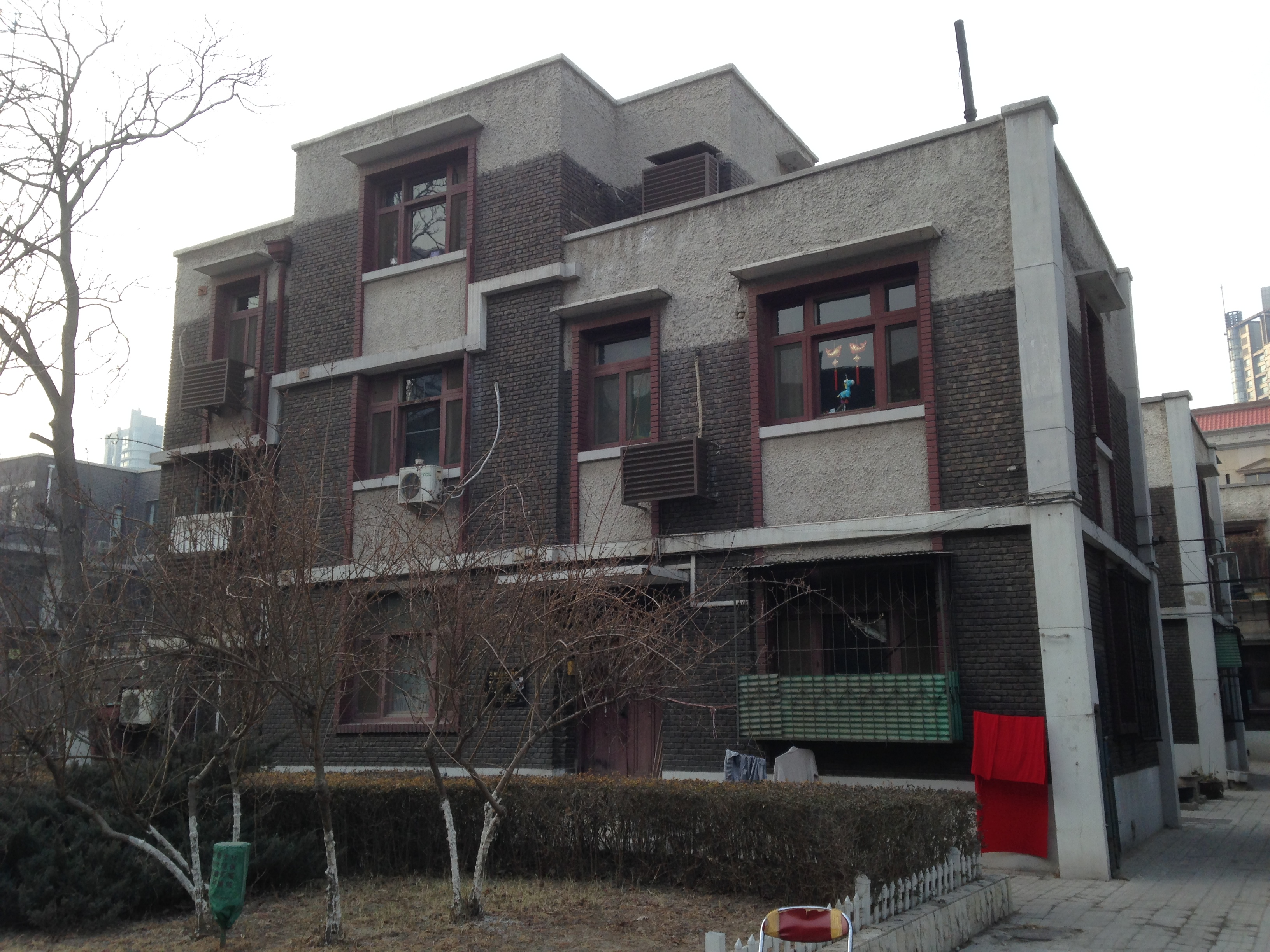
大理道晓园4号
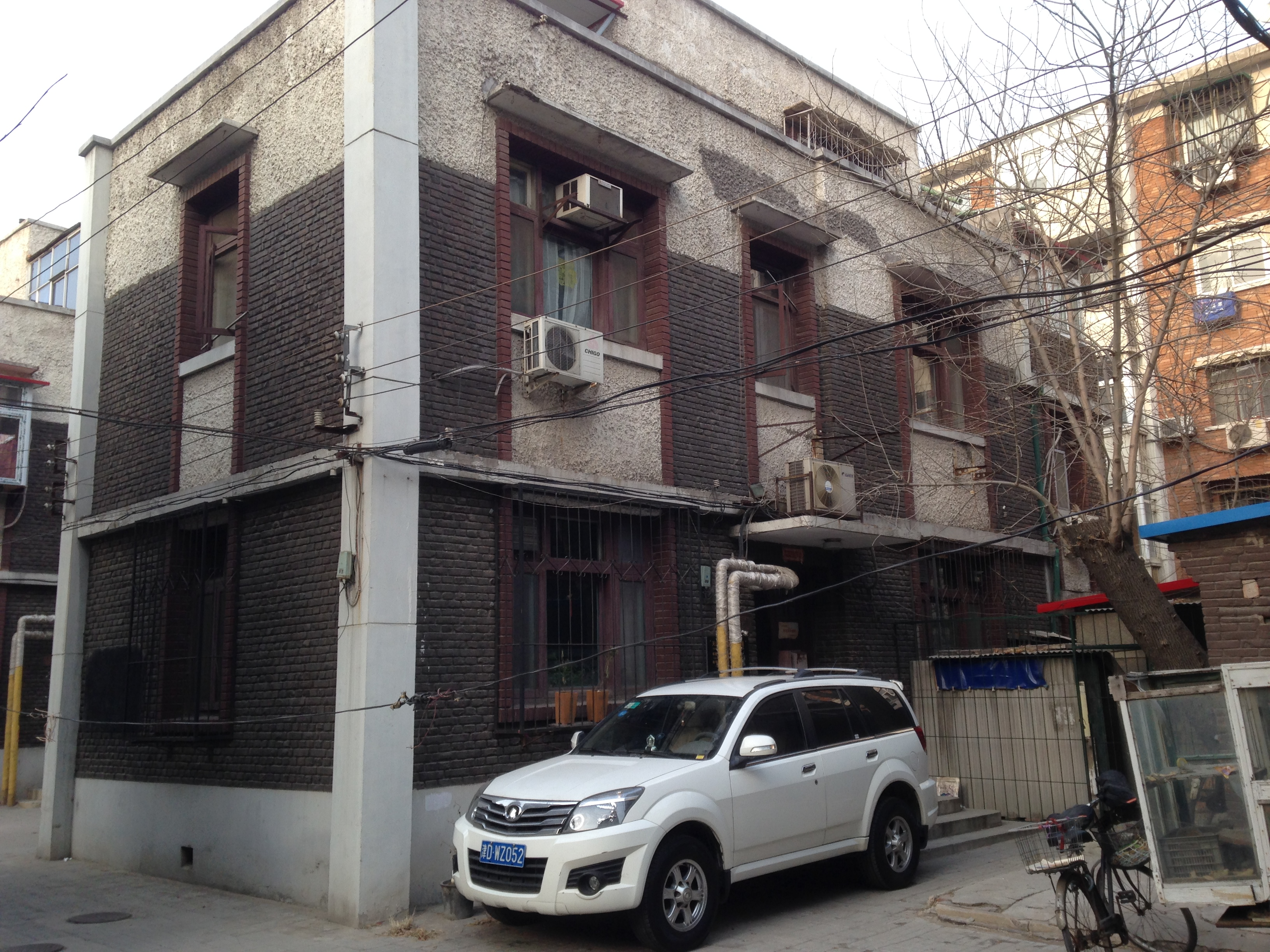
大理道晓园5号
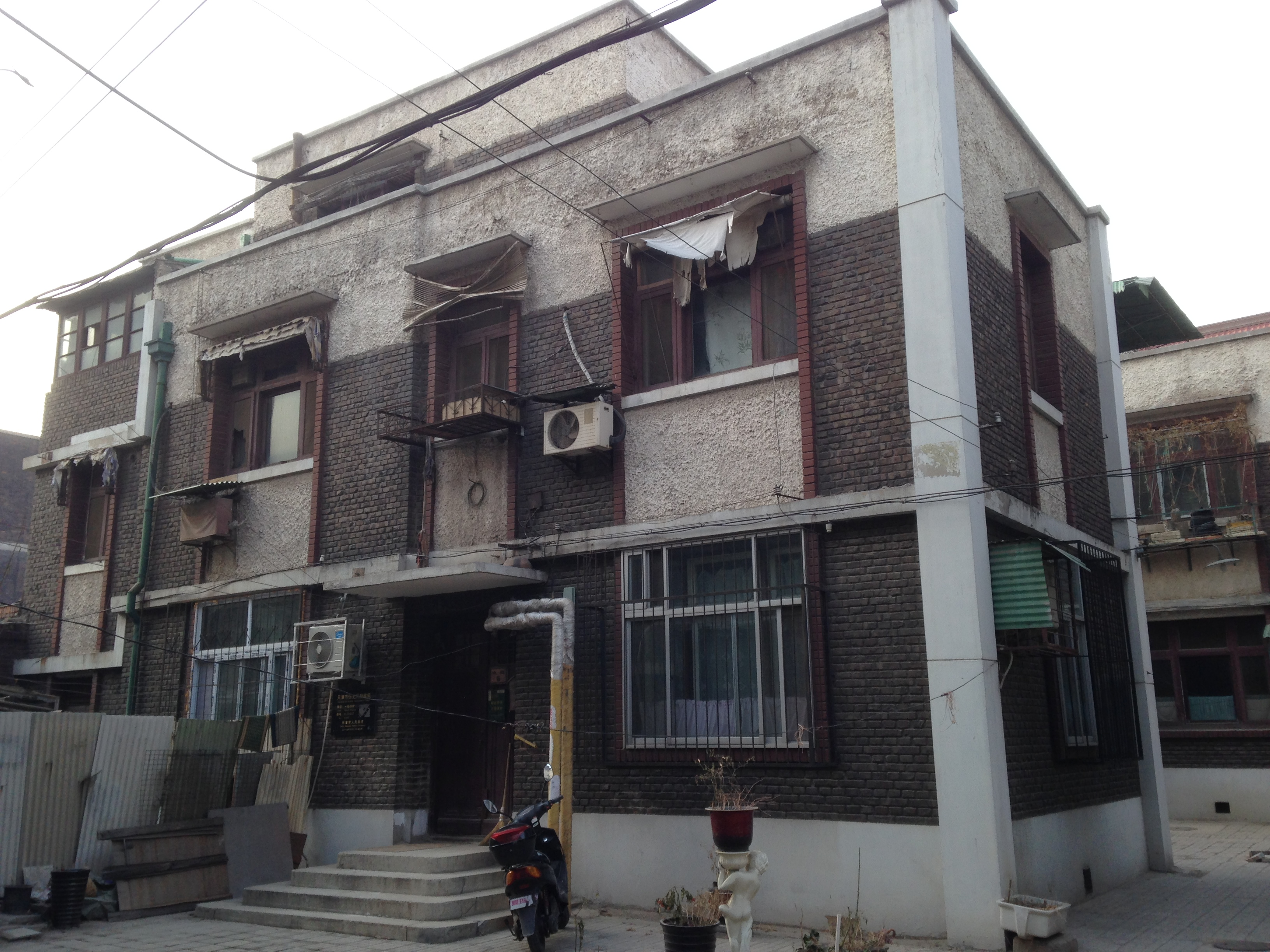
大理道晓园6号
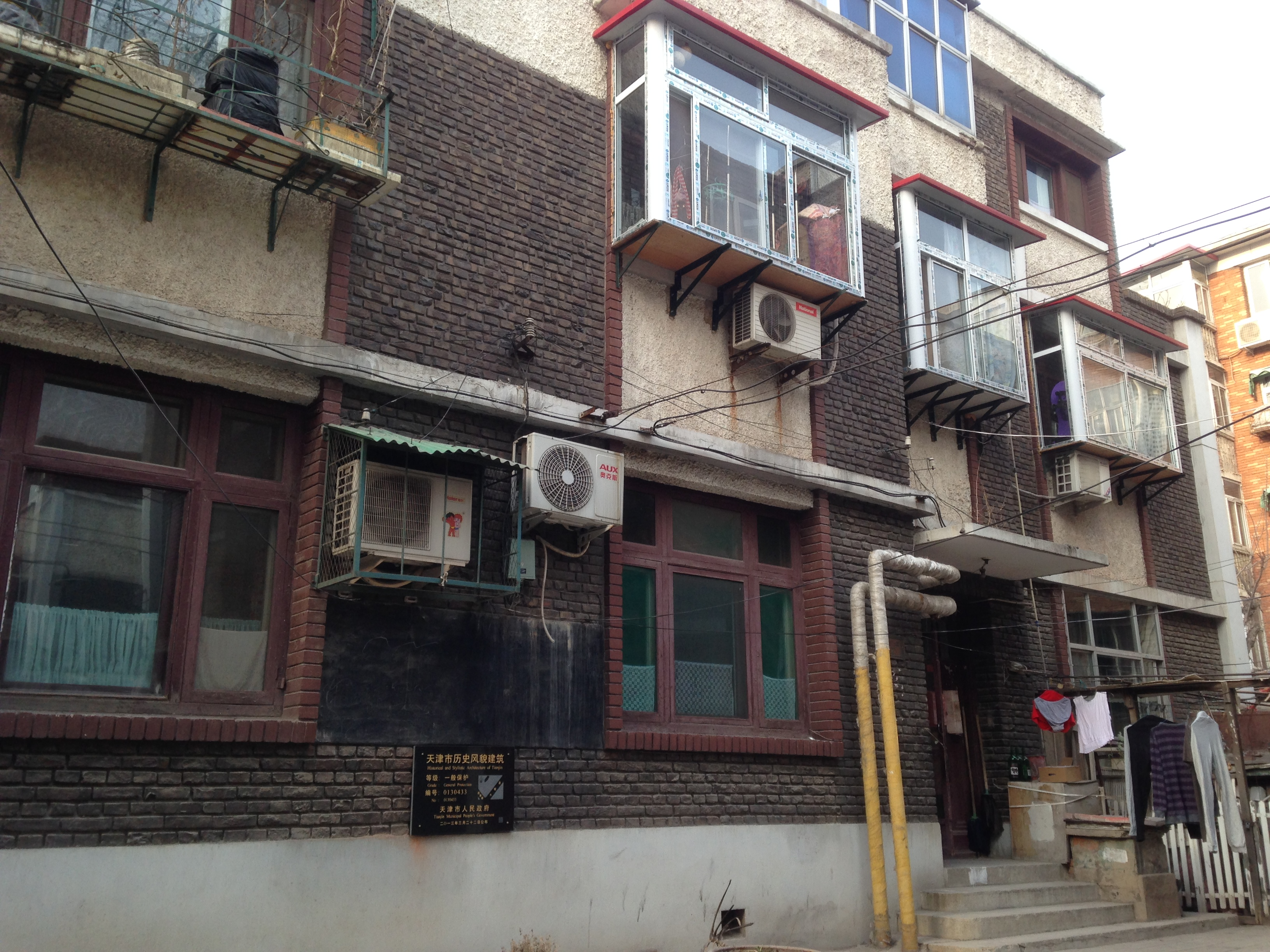
大理道晓园7、8号